# 加拿大福音派浸信会教堂团契协会
加拿大福音派浸信教堂团契协会，往往简单地称为 加拿大团契协会 是一个加拿大的保守 浸信会 协会。 它成立于1953年，由 安省与魁省定期浸信会联盟 和 独立浸信会团契协会 合并而来。2011年，Rev. 史蒂芬·琼斯任协会主席。

## 历史
在1928年，该联盟定期浸信教会的安大略省和魁北克( 托马斯Todhunter盾 领导)脱离 浸礼会教友大会的安大略省和魁北克省 作为一结果的 原教旨主义的/现代主义者 的争议，而奖学金的独立浸礼会教堂成立于1933年。 这两个合并在1953年来形成的FEBCC的。 经常浸礼会传教士研究金伯加入了在1963年，而《公约》的定期浸信会教堂的不列颠哥伦比亚(成立于1927年)加入在1965年。

## 规模
2012年，加拿大团契协会共有超过500个自治教堂，会员总数超过6.5万人，遵守一个共同原则。 团契协会有英语、法语、西班牙语、汉语和其他少数民族的教堂。 加拿大全国总部位于 奎尔夫, Ontario, Canada.

## 传教团工作
加拿大福音派浸信教堂团契协会正在向非洲、中亚、欧洲、日本、拉丁美洲、中东、巴基斯坦和南美洲传教，并提供传教士资源，以协助这些教堂。

## 其他活动
该FEBCC，具有较强的隶属关系的关键机构。 遗产浸会大学和遗产的神学院 在 Cambridge,安大略省，主要是训练场地用于教会领导人跨越加拿大。 西北部浸信会神学院在 Langley，不列颠哥伦比亚省，是一个合作伙伴在加拿大西部。 SEMBEQ和 马斯的圣经中心 也强烈隶属于FEBCC的。 官方杂志的FEBCC的， 福音派浸信会，出版了五倍，每年。